# Multi-utility
Multi-utility is het aanbieden van een breed pakket aan diensten en/of producten door bedrijven. In de zakelijke markt heeft deze dienstverlening veelal betrekking op energie, milieudienstverlening, afvalvraagstukken, infrastructuur en/of telecomdiensten. Op de consumentenmarkt is vaak sprake van een gecombineerde aanbieding van diensten in de sfeer van energie en digitale producten en diensten (telefonie, internet en televisie). Zulke aanbieders worden ook wel multi-serviceproviders genoemd.
Het gaat dus veelal om nutsgerelateerde diensten en producten. Multi-utility heeft een relatie met cross-selling, het aanbieden van complementaire producten en diensten.

## Nederland jaren 90
In Nederland raakte multi-utility in de jaren negentig van de vorige eeuw in zwang bij de energiebedrijven. Als gevolg van de liberalisering van de energiemarkt zochten deze bedrijven hun heil in een verbreding van het productenpakket. Naast energie gingen ze ook producten en diensten via de kabel (internet, televisie) aanbieden; in de zakelijke markt werden ze ook actief in milieu en afval. Ze zagen deze markten als logische aanvullingen op de traditionele energielevering. Deze markten kenmerken zich ook door een nutskarakter; vandaar de naam multi-utility.

## Warmtekrachtkoppeling
In de zakelijke markt ontstonden ook vaak samenwerkingsverbanden met (grote) klanten, vooral rondom warmtekrachtkoppeling (wkk), de gecombineerde opwekking van warmte (stoom) en elektriciteit (kracht). In de jaren negentig nam warmtekrachtkoppeling een vlucht. Vooral grote industrieën investeerden in wkk maar ook kleinere toepassingen zochten hun heil hierin, bijvoorbeeld de tuinbouw, zwembaden en ziekenhuizen. Bij veel bedrijven bedrijven werden wkk-installaties geplaatst, soms op kosten van de klant, soms via een joint venture, maar vaak ook op kosten van het energiebedrijf. Beheer en onderhoud van deze installaties worden door het energiebedrijf uitgevoerd. Stroom die niet door de klant wordt afgenomen, wordt aan het elektriciteitsnet geleverd. Ook de stoom die overbodig is, wordt gebruikt voor andere toepassingen.

## Outsourcing
Het beheer van deze wkk-installaties paste ook in de trend van outsourcing. Bij outsourcing is sprake van uitbesteding van die activiteiten en/of bedrijfsonderdelen die niet tot de core business worden gerekend, of als aanvullende activiteiten worden gezien. Dit verschijnsel deed zich vooral voor bij ICT-onderdelen van bedrijven, maar ook administratieve taken, het klantcontact (via een callcenter) en facilitaire werkzaamheden werden vaak uitbesteed. Bij voorkeur werd een partij gekozen voor wie de activiteiten in kwestie juist tot de kernactiviteiten behoren.
Deze dienstverlening kent in de zakelijke markt verschillende verschijningsvormen:
| 1 Multiple products      | Klant neemt meerdere producten of diensten                                                                                                  |
| 2 Mantelovereenkomst     | Klant sluit een langjarig contract en neemt een aantal producten en/of diensten af                                                          |
| 3 Bouw- en beheerconcept | Investering in en beheer van assets bij de klant i.c.m. afname van meerdere producten en diensten                                           |
| 4 Outsourcing            | Het overnemen van de utility-gerelateerde assets (eventueel incl. daarbij betrokken personeel)                                              |
| 5 Full service           | Overname van bestaande assets, infrastructuur en personeel op het bedrijfsterrein van de klant i.c.m. de levering van producten en diensten |

## Actuele situatie Nederland
Inmiddels hebben de meeste Nederlandse energiebedrijven de multi-utilitystrategie weer losgelaten. Ze hebben gekozen voor een focus op energie: mono-utility. Daarmee keren ze als het ware weer terug naar de roots. Als een van de laatsten heeft ook het Zeeuwse DELTA het concept losgelaten met de verkoop van het Vlaamse milieu- en afvalbedrijf Indaver. De verkoop is mede ingegeven door de malaise waarmee veel energiebedrijven te kampen hebben. Deze malaise wordt veroorzaakt door de overcapaciteit (er zijn de afgelopen jaren te veel centrales gebouwd in Nederland), de opmars van decentrale energieopwekking en de vermindering van het energieverbruik. Met het aanbod van energie en multimediadiensten was DELTA op de consumentenmarkt tot 2019 nog wel een multiserviceprovider. In dat jaar werden de energiegerelateerde activiteiten overgenomen door het Zweedse Vattenfall. Dit onderdeel ging door onder de naam  DELTA Energie BV. De telecom diensten worden sindsdien aangeboden onder de naam DELTA Fiber. In zekere zin is het multi-utility concept aangehouden want klanten van beide bedrijven bleven het combivoordeel behouden.

## Buitenland
In het buitenland komen wel nog verschillende multi-utilitybedrijven voor. De bekendste voorbeelden zijn de Stadtwerke in Duitsland en in Oostenrijk. Om overeind te blijven tegen grote energiebedrijven (E.ON, RWE) hebben deze bedrijven zich ontwikkeld tot veelzijdige ondernemingen. Naast energie en water houden deze bedrijven zich onder andere bezig met de exploitatie van verkeerslichtinstallaties en openbare zwembaden. Aandeelhouders zijn gemeenten. 
Een ander voorbeeld is GDF Suez, een internationale industriële en dienstengroep. Dit bedrijf, ontstaan in 2007 en afkomstig uit Frankrijk, is actief op het gebied van energie, energiegerelateerde diensten en milieu. Het had in 2014 een omzet van meer dan 74 miljard euro. In Nederland is het bedrijf actief in energie (onder de naam Electrabel), afval (SITA) en industriële dienstverlening (Cofely, tot 2009 GTI geheten).